# Gora Koordinirovannaja
Gora Koordinirovannaja är ett berg i Antarktis. Det ligger i Östantarktis. Australien gör anspråk på området. Toppen på Gora Koordinirovannaja är 1 231 meter över havet.
Terrängen runt Gora Koordinirovannaja är huvudsakligen lite kuperad.  Trakten är obefolkad. Det finns inga samhällen i närheten.